# 유동윤
유동윤은 대한민국의 각본가이다.

## 주요 활동
여러 유행어를 낳은 '여인천하'가 큰 화제를 모은 뒤 사극 위주의 각본으로 활동하였다.

## 주요 작품 리스트

### 드라마
- SBS 임꺽정 (1997)
- SBS 단단한 놈 (1998)
- SBS 여인천하 (2001)
- KBS 무인시대 (2003)
- SBS 왕과 나 (2007)
- SBS 대물 5회~ (2010)
- KBS 대왕의 꿈 (2012)
- MBC 야경꾼 일지 (2014)

### 영화
- 스무살 (2001)

## 같이 보기
- 김재형